# Терракота (цвет)

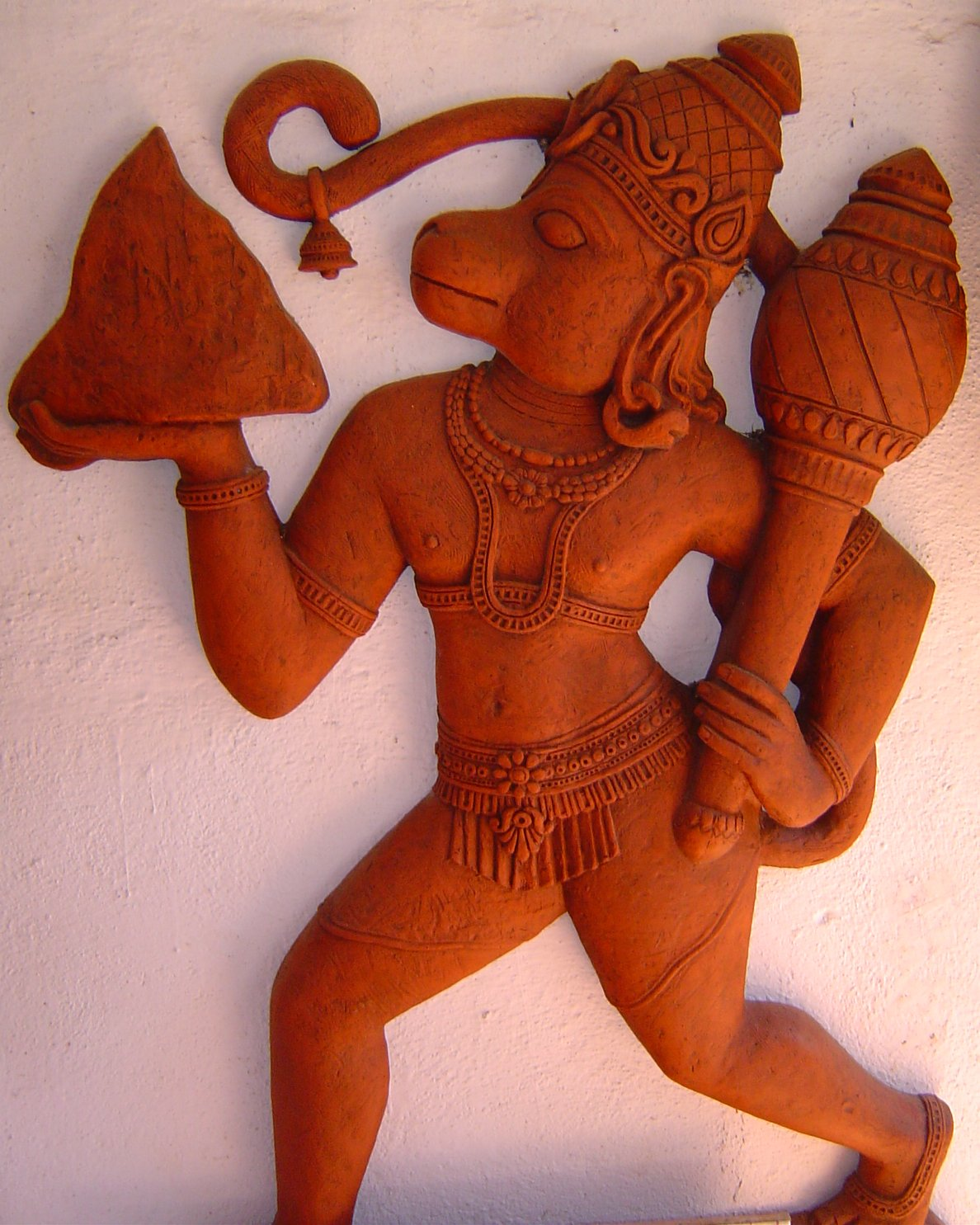
Терракотовая скульптура (Хануман)

Терракотовый цвет — коричневый оттенок красного цвета, цвет одноимённой керамики из цветной глины; относится к третичным цветам и по классической палитре лучше всего сочетается со вторичным бледным цветом. У Кульпиной — красновато-коричневый цвет.
В 1905 году в справочнике фр. Répertoire de couleurs было представлено четыре оттенка терракоты.